# Képzeletbeli
A Képzeletbeli (eredeti cím: Imaginary) 2024-es amerikai természetfeletti horrorfilm, amelyet Jeff Wadlow rendezett. A főbb szerepekben DeWanda Wise, Tom Payne, Taegen Burns, Pyper Braun és Matthew Sato látható.
Amerikában 2024. március 8-án, míg Magyarországon március 7-én mutatták be a mozikban. Általánosságban negatív véleményeket kapott a kritikusoktól, és összesen 39 millió dolláros bevételt gyűjtött.

## Cselekmény
A gyermekkönyvíró Jessica az özvegy zenész Max felesége. Maxnek két lánya van az első házasságából: a kisebbik lánya, Alice, és a tinédzser Taylor. Jessicát rémálmok gyötrik, amelyekben elmebeteg apja, Ben és a könyveiben szereplő kitalált szereplő, Simon, a pók szerepel. Amikor a család Jessica gyerekkori otthonába költözik, Alice felfedez egy Chauncey nevű plüssmacit, és kötődik hozzá. Egy idős szomszéd, Gloria, aki gyerekkorában Jessicára vigyázott, megosztja vele Jessica gyermekkori emlékeit, amelyekre ő nem emlékszik.
Max elutazik, és Chauncey elkezdi zavarni Jessicát. Egy nap Taylor áthívja barátját, Liamet, akivel Chauncey játszik; a mackó rövid időre szörnyeteg mackóvá változik. Jessica épphogy megakadályozza, hogy Alice rácsapja a kezét egy szögre, ami arra készteti, hogy felhívja a gyermekpszichológus Dr. Sotót. Rájön, hogy csak ő és Alice láthatja a plüssmackót. Soto megmutatja neki egy korábbi pácienséről készült felvételt, aki ugyanazt a mondatot használta, mint Alice: "Soha többé". Alice eltűnik, amiért Taylor a mostohaanyját okolja.
Gloria elmondja Taylornak, hogy Chauncey Jessica gyermekkori képzeletbeli barátja is volt. A képzeletbeli barátok olyan szellemek, akik a fiatalokhoz kötődnek, és baljóslatúvá válhatnak, ha elhagyják őket. Jessica átnézi a régi holmiját, és rajzokat talál Chaunceyről és a Soha Soha Soha Soharól. Mindhárom nő együtt teljesíti Chauncey kincsvadászatát, aminek eredményeképpen egy világító ajtó vezet a Soha Soha Soha birodalmába.
Itt látják Jessica elfojtott emlékeit. Gyermekkorában Chauncey a Soha Soha Soha világába csalta. Ben megmentette őt, de Chauncey szemei láttán megőrült, aminek következtében Jessicát a nagyszüleinél kellett élnie. Gloria lezárja a menekülési útvonalat, mivel a birodalom megszállottjává vált. Elárulja a rémült lányoknak, hogy kapcsolatban állt Chaunceyvel, aki megígérte neki a Soha Soha Soha hatalmát, ha odaviszi őket, de ekkor Chauncey őrült dühöngése közepette halálra marcangolja. Jessica úgy állítja meg Chaunceyt, hogy ollóval szúrja szemen.
Miután újra találkozik Bennel és Maxszel Ben intézetében, Jessica rájön, hogy még mindig a Soha Soha Soha-ban ragadt. Chauncey Alice-t csalinak használta, hogy eljusson hozzá, és bosszút akar állni, amiért elhagyta őt. Taylor megmenti őt, Chauncey pedig átalakul a Simonhoz hasonló valódi alakjává. A pók megpróbálja az őrületbe kergetni őket a szemeivel, de Alice felgyújtja a lényt, és az ajtó mögé zárja. A család elmenekül, miközben a ház porig ég.
Bejelentkeznek egy szállodába, de megijednek egy gyerektől, aki egy Chaunceyre hasonlító mackóval játszik. A biztonság kedvéért egy másik szállodába mennek.

## Szereplők
| Szerep         | Színész         | Magyar hang      | Leírás                                                            |
| -------------- | --------------- | ---------------- | ----------------------------------------------------------------- |
| Jessica        | DeWanda Wise    | Peller Mariann   | Max felesége, Taylor és Alice mostohaanyja.                       |
| Max            | Tom Payne       | Makranczi Zalán  | Jessica férje és Taylor, valamint Alice édesapja, aki zenész.     |
| Taylor         | Taegen Burns    | Tóth Zsófia      | Max idősebb lánya, Jessica idősebb mostohalánya és Alice nővére.  |
| Alice          | Pyper Braun     | Tanka Natália    | Max kisebbik lánya, Jessica kisebbik mostohalánya és Taylor húga. |
| Liam           | Matthew Sato    | Kálmán Barnabás  | Taylor barátja és szomszédja.                                     |
| Dr. Alana Soto | Verónica Falcón | Fullajtár Andrea | Terapeuta.                                                        |
| Gloria         | Betty Buckley   | Bánsági Ildikó   | Jessica szomszédja és egykori bébiszittere.                       |
| Chauncey maci  | Dane DiLiegro   |                  | Jessica és Alice képzeletbeli barátja.                            |

### Magyar változat
- Főcím: Galambos Péter
- Magyar szöveg: Gáspár Bence
- Felvevő hangmérnök: Cs. Németh Bálint
- Vágó: Sári-Szemerédi Gabriella
- Gyártásvezető: Hódos Edina
- Szinkronrendező: Majoros Eszter
- Produkciós vezető: Várkonyi Krisztina

A szinkront a Mafilm Audio Kft. készítette el.

## A film készítése
2023 februárjában a Deadline Hollywood jelentette be, hogy a Lionsgate megvásárolta a Blumhouse Productions horrorfilm, a Képzeletbeli világjogait.. 2023 februárjában a film rendezője Jeff Wadlow lett volna, aki a forgatókönyvet Greg Erb és Jason Oremlanddal közösen írta. A forgatás New Orleansban zajlott 2023 májusától június végéig.